# Edvard Bergh (konstnär)
Johan Edvard Bergh (stavningsvariant Edward), född 29 mars 1828 i Stockholm, död 23 september 1880 i Stockholm, var en svensk landskapsmålare och jurist. Han var gift med Amanda Helander och far till Richard Bergh.

## Biografi

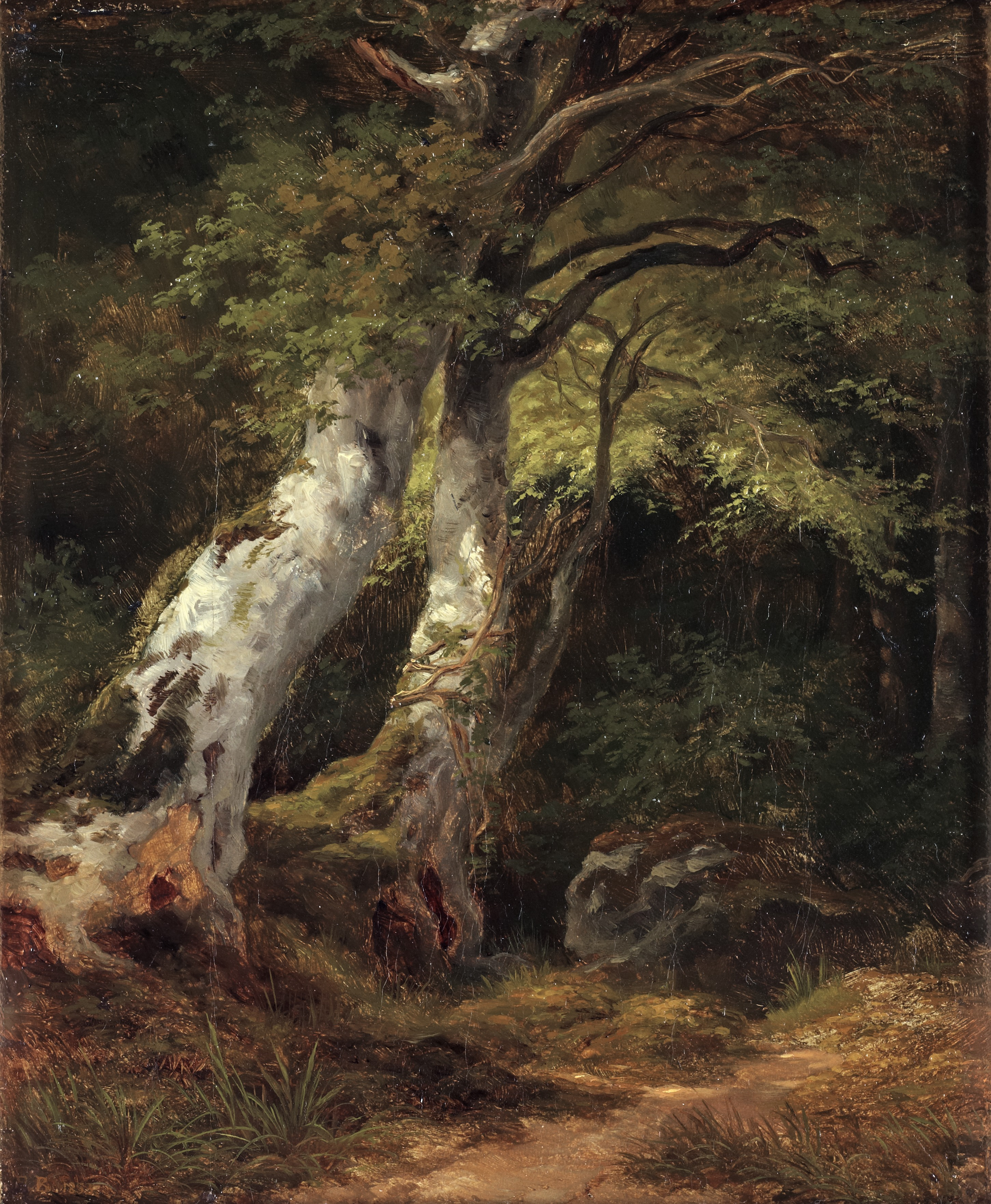
Skogslandskap, 1853.

Edvard Bergh, som var son till handlanden Severin Bergh och Emma Forsström, gick i Maria lärdomsskola i Stockholm och blev 1844 student vid Uppsala universitet. Till att börja med ägnade han sig åt studier i naturvetenskap, men slog sedan in på den juridiska banan och avlade 1849 hovrättsexamen. Under några år arbetade han som extra ordinarie notarie vid Svea hovrätt och Stockholms rådhusrätt. Hans konstnärliga bana började efter en resa till Gotland, där han träffade ett antal konstnärer som inspirerade, däribland arkitekten Fredrik Wilhelm Scholander. Efter återkomst till Stockholm tog han i all hemlighet kontakt med Johan Way, som då var lärare vid Uppsala universitet. Bergh började överge juridiken allt eftersom måleriet tog upp mer tid och dragningen blev allt starkare efter en utrikesresa 1851. Hans första försök för inträde i Konstakademien avslogs, men detta tyngde inte ner Bergh i något avsevärt hänseende. Han fortsatte måla och hade under tiden ett flertal utställningar i olja hos Stockholms konstförening (senare Sveriges allmänna konstförening), som dessutom inköpte flera av hans verk. Bergh målade 1852 en tavla som samma höst blev utställd i konstföreningen; denna tilldrog överintendent Mikael Gustaf Anckarsvärds uppmärksamhet, som beordrade Bergh att börja på Konstakademien. Bergh nämnde då att han redan sökt inträde i akademien men fått avslag. Anckarsvärd försäkrade då att om Bergh ville förnya sin ansökan så skulle denna bifallas; detta skedde också.

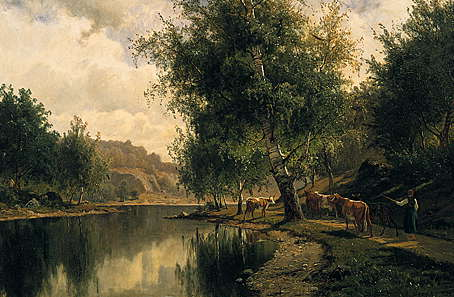
Sommarlandskap, 1873.

Han började studera vid Konstakademien i Stockholm 1852 och erhöll för sitt större arbete Landskapsmotiv från Göta älv akademiens högsta pris som berättigade honom till stipendium för utrikesresa under tre år. År 1854 satte Bergh av för denna resa till Düsseldorf, Schweiz och Italien. Vid konstakademien i Düsseldorf studerade Bergh under Hans Gude, vars dramatiska berglandskap och vattenfall, som kännetecknas av en grundlig studie av detaljer och tydliga kontraster av ljus, lämnade en starkt intryck på Berghs tidiga stil. Vid sidan av Gude blev Andreas Achenbach och den schweiziske landskapsmålaren Alexandre Calame hans stora läromästare. 

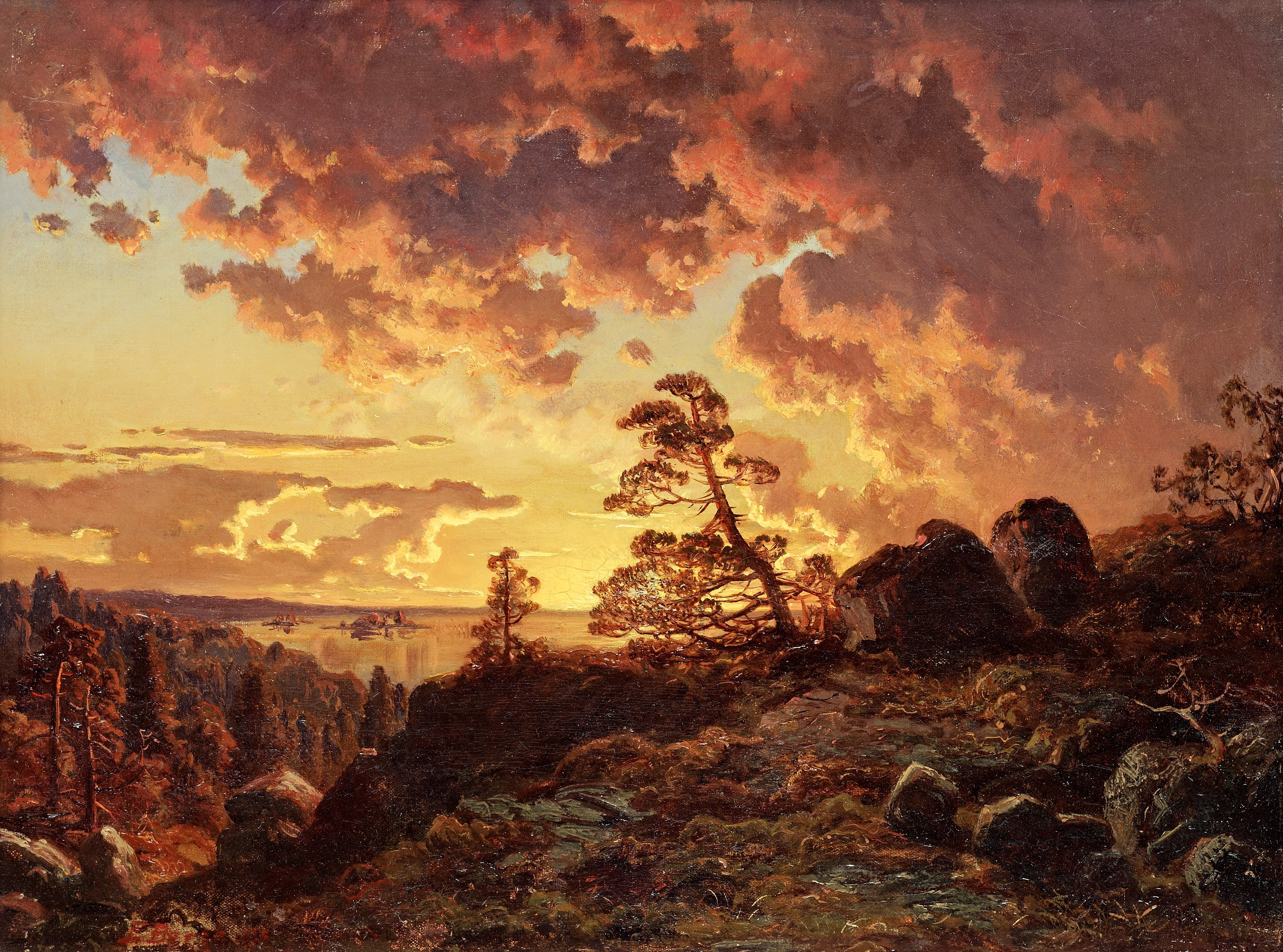
Solnedgång över fjärden, 1855.

År 1857 grundade han en landskapsskola vid Konstakademien, där han 1861 blev ordinarie lärare. År 1861 blev Bergh professor vid akademien och kom att få ett starkt inflytande över utvecklingen av det svenska landskapsmåleriet. Vid den skandinaviska utställningen i Stockholm 1866 tillerkändes honom av juryn en av de sex främsta prismedaljerna och vid 1867 års världsutställning i Paris en medalj i guld av tredje klass. I slutet av 1860-talet slutade Bergh med de klassiska Düsseldorf-motiven, och koncentrerade sig på landskap från centrala Sverige. Mest karakteristiskt från denna period, som kom att stadga Berghs stora popularitet, är sommarlandskap med björkskogar, sjöar och betande boskap, exempelvis Sommarlandskap (1873, Nationalmuseum). Dessa dukar bygger på noggranna observationer av naturen, med realistiska ljuseffekter och en klarare färg, nya för tiden, som kom i bjärt kontrast till de murriga bruna tonerna från Düsseldorfskolan. Detta kom att bli ett viktigt mellanled i utvecklingen av det svenska landskapsmåleriet mot plein-air-realismen under 1880-talet. År 1874 drabbades Bergh av en hjärnblödning och blev förlamad. Detta och en alltför storskalig upprepning av hans mest populära motiv ledde till en kvalitativ försämring av hans sista verk. 
Bergh finns representerad vid bland annat Göteborgs konstmuseum Uppsala universitetsbibliotek och Nationalmuseum i Stockholm.
Bergh gifte sig 1855 med Amanda Helander och förutom sonen Richard Bergh fick de sonen Walter Bergh.